# Kabaret Kwartet Okazjonalny
Kwartet Okazjonalny – polski kabaret założony w 1999 roku w Krakowie.

## Historia powstania
W 1999 na krakowskiej PWST zorganizowano konkurs na zagranie utworu Fryderyka Chopina na dowolnym instrumencie z wyjątkiem fortepianu. Idea koncertu spodobała się artystom do tego stopnia, że spontanicznie utworzyli czteroosobowy zespół grający na: butelkach, grzebieniach, kontrabasie, akordeonie, flecie i glinianym koguciku. Grupa wzięła udział w konkursie i otrzymała wyróżnienie oraz nagrodę publiczności.

## Skład
Grupę współtworzą:
- Mikołaj Blajda – absolwent Akademii Muzycznej w Krakowie, dyrygent, aranżer, instrumentalista. W Kwartecie gra na instrumentach klawiszowych i kontrabasie.
- Marta Saciuk – absolwentka średniej Szkoły Muzycznej II stopnia w klasie śpiewu oraz Uniwersytetu Śląskiego w Cieszynie. Oprócz udziału w Kwartecie występuje również na ekranie, m.in. w filmie Ryś czy też w telewizyjnym serialu kabaretowym  Rodzina Trendych.
- Artur Sędzielarz – absolwent Akademii Muzycznej w Krakowie i Podyplomowego Studium dla Dyrygentów Chóralnych, dyrygent i szef artystyczny chóru kameralnego Quattro Voci. Mąż Marty Saciuk.

Współpracownicy (okazjonalni):
- Grzegorz Sieradzki
- Michał Jurkiewicz
- Waldemar Malicki
- Sławek Popek
- Andrzej Zawisza

## Nagrody i wyróżnienia
2005
- III nagroda na Śląskiej Olimpiadzie Kabaretowej – Katowice
- wyróżnienie na PaCE – Kraków
- I nagroda na I Ogólnopolskim Przeglądzie Kabaretów WYŻYNY DRWINY – Lublin

2004
- IV nagroda na I Festiwal Piosenki Kabaretowej – Poznań
- II miejsce oraz Nagroda Specjalna Polskiego Radia Kraków na PaCE – Kraków

2003
- Nagroda Publiczności i Dziennikarzy (Grand Prix na V Ogólnopolskiej Giełdzie Kabaretowej „PrzeWAŁka”) – Wałbrzych
- I miejsce w Konkursie Piosenki Kabaretowej na OSPIE w Ostrołęce
- Grand Prix za najlepszy film kabaretowy oraz Grand Prix dla najlepszego operatora na Festiwalu Filmu Kabaretowego Wytwórni A’Yoya – „Elvis” 2003[1]- Zielona Góra
- I miejsce oraz III miejsce za film i wyróżnienie za piosenkę na kabaretonie Mulatka – Ełk
- III miejsce i Nagroda Specjalna: Wieczór w kręgielni w towarzystwie Anny Dymnej – PaKA – Kraków
- I miejsce w kategorii skecz („Rozmowa z jury”) na festiwalu „Ryjek” w Rybniku
- III miejsce na kabaretonie Mulatka – Ełk

1999
- wyróżnienie i Nagroda Publiczności[2] – Otwarty Konkurs Chopinowski na Wszystkie Instrumenty z Wyjątkiem Fortepianu – Stowarzyszenie „Karczma Rzym” – Kraków